# トーマス・サムエルボ
トーマス・サムエルボ（Tuomas Sammelvuo, 1976年2月16日 - ）は、フィンランドの元男子バレーボール選手。元フィンランド代表。

## 来歴
プダスヤルヴィ出身。1993年、フィンランドのライシオ・ロイムへ入団。同年10月3日にリーグ戦デビューを果たす。プロとしてのキャリアは1997年のフランスリーグから始まり、2000年からプレーしたイタリア・セリエAでレギュラーを獲得してキャリアを磨き、2002年コッパ・イタリア優勝、2005年のトゥールVB在籍時に欧州チャンピオンズリーグで優勝を経験した。

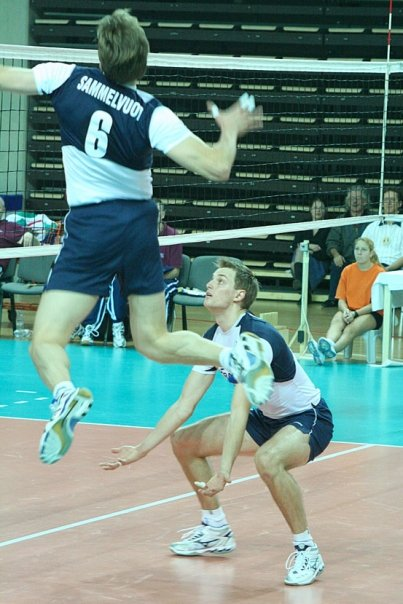
北京五輪欧州予選のコッピ

同年Vリーグの豊田合成トレフェルサ（現・ウルフドッグス名古屋）へ移籍。日本では愛称である「コッピ」の登録名でプレーした。ロシアスーパーリーグ、セリエAを経て、2009年、ポーランドリーグへ移籍した。
17歳でフィンランド代表に選出され、1993年11月17日に行われたクロアチア戦で代表デビューを飾り、通算296試合に出場。20年に渡りフィンランドチームを支えて来たベテラン選手の一人で、1997年から長年ナショナルチームのキャプテンを務めた。
ワールドリーグ出場のほか、2007年欧州選手権ではフィンランド初の準決勝進出へ貢献した。また、初のオリンピック出場権獲得を目指して臨んだ、2008年北京オリンピック欧州予選にも出場した。
現役引退後の2013年3月、フィンランド代表監督に就任。32年ぶりとなる2014年世界選手権出場へ導いた。2019年からはロシア代表、2022年からはカナダ代表の監督を務めオリンピックに出場した。
2025年、ロラン・ティリの後任として大阪ブルテオンの監督に就任。

## 人物
- 母語のフィンランド語に加え、英語、フランス語、イタリア語、ロシア語、ポーランド語を解する[3][5]。
- 2020年に離婚した元妻との間に子供が2人[6]、再婚相手との間に2024年誕生の娘がいる[7]。

## 球歴
- ワールドリーグ - 2006年、2007年、2009年
- 欧州選手権 - 2007年（4位）

## 所属クラブ
- ライシオ・ロイム（1993-1994年）
- KuPS-Volley クオピオ（1994-1997年）
- RCストラスブール（1997-1998年）
- スタッド・ポワトヴァンVB（1998-2000年）
- ピエモンテ・バレー（2000-2002年）
- パッラヴォーロ・ピアチェンツァ（2002-2003年）
- トゥールVB（2003-2005年）
- 豊田合成トレフェルサ （2005-2006年）
- ディナモ・ヤンタリ・カリーニングラード（2006-2008年）
- カッリポ・ヴィボ・ヴァレンツィア（2008-2009年）
- ザクサ・ケンジェジン＝コジレ（2009-2010年）
- ロコモティフ・ノヴォシビルスク（2010-2011年）
- UVサン・ジュスティーノ（2011-2012年）
- ロコモティフ・ノヴォシビルスク（2012-2013年）

## 指導歴

### クラブチーム
- クズバス・ケメロヴォ（2016-2019年）
- VCゼニト・サンクトペテルブルク（2019-2022年）
- ザクサ・ケンジェジン＝コジレ（2022-2024年）
- アセッコ・レソヴィア・ジェシュフ（2024-2025年）
- 大阪ブルテオン（2025年-）

### 代表チーム
- フィンランド男子代表（2013-2018年）
- ロシア男子代表（2019-2022年）
- カナダ男子代表（2022-2024年）